# Nittebo

Nittebo är en by i Färgaryds socken i Hylte kommun.
Nittebo förekommer i ett dokument första gången 1690. Tidigare hette byn Lassabo, men från 1780-talet börjar namnet Nittebo att bli vanligare. Lokalt har dock namnet Lassabo förekommit som namn på byn in på 1900-talet. I samband med laga skifte, som genomfördes i byn 1852, bestod Nittebo av två gårdar. Under Nittebo lydde även torpen Rom, Nytorp och Mellby samt backstugan Björkelund. Idag finns inga av gårdarna i byn kvar; byn köptes 1907 av disponenten vid Rydöbruk som lät uppföra disponentvillan "Floras kulle" på ägorna. En av bönderna lät dock först avstycka en fastighet, Haga (Nittebo 1:4, senare Nittebo 1:164) där han 1908 lät uppföra en villa som ännu står kvar. Det gamla torpet Mellby står även det ännu kvar. Lindekullen i Nittebo uppläts 1945 för uppförande av en hembygdsgård, dit ett flertal byggnader från olika håll i Färgaryd.
På Nittebo 1:46 (numera Lindekullsvägen 3) uppfördes 1910 som Hyltebruks första småskola, som var u bruk fram till 1910. Villa Hult (Nittebo 1:212) uppfördes 1909 som bostad åt överingenjören vid Hyltebruk, Kullastaden 15 (Nittebo 1:159) uppfördes som bostad åt trädgårdsmästare och kusk vid Hyltebruk, och fungerade senare som rättarbostad. "Gästvillan" (Nittebo 1:182), även kallat "Sardinburken" uppfördes 1918 som bostad åt Pappersingenjören. På ägorna uppfördes även "Villa Solhem" som bostad åt försäljningschefen och "Villa Ekebo" som kamrersbostad liksom ett flertal andra villor. Senare har ett flertal villatomter avstyckats på Nittbo ägor som delvis ingår i Hyltebruks samhälle.